# Pikin Poika
Pikin Poika, ook wel Klein Poika, is een dorp in het district Wanica in Suriname, nabij Bigi Poika.
In het dorp wonen circa 168 inwoners van het inheemse volk Karaïben. De kapitein van het dorp is sinds 2004 Joan van der Bosch (stand 2022). Zij is de kleindochter van de stichter van het dorp, Frans Comvalius. Ze is lid van de Vereniging Inheemse Dorpshoofden Suriname.
De bevolking leeft van onder meer landbouw en jacht. Daarnaast zijn er inkomsten uit toerisme, waarbij traditionele dansoptredens worden gegeven. Het dorp is te bereiken over land en met een korjaal.
Op 8 december 2013 werd in het dorp Healty Day georganiseerd die was opgezet met het karakter van een beurs. Hier kwamen ook bewoners uit de omgeving op af, zoals uit Lelydorp, Reeberg en Jawaweg.
Op 14 maart 2022 brandde de kruto oso van het dorp af. De zaal had een afmeting van 15 bij 17 meter en werd gebruikt voor vergaderingen, trainingen, kerkdiensten en verjaardagen en deed dienst als kinderhub.
In juni 2022 werd de begraafplaats bij het dorp voor het eerst sinds 125 jaar weer gebruikt. Toen werd Theresia Hoogland (84), de moeder van Joan van der Bosch, begraven.

## Schade aan leefgebieden
Nabij Pikin Poika een Santigron ligt het Suricom Project waar rond 2013 vijfhonderd bouwkavels zijn uitgegeven. Sinds 2014 protesteren de bewoners van Pikin Poika ertegen, omdat de landbouwvereniging De Eenheid toegangswegen naar het jachtgebied en de kostgrondjes van de bewoners had geblokkeerd, en daarnaast was begonnen met een verkavelingproject zonder dat daar een bestemmingswijziging aan ten grondslag lag.
In 2020 leverde Van der Bosch scherpe kritiek op het ministerie van Openbare Werken omdat er bij de uitvoering van civieltechnische werkzaamheden schade was toegebracht aan heilige gronden van Pikin Poika, waaronder de begraafplaats waar de voorouders van de bevolking liggen. Volgens Van der Bosch had het ministerie de werkzaamheden niet van tevoren aangekondigd.